# Kodierer
Ein Kodierer (englisch encoder, auch Enkoder) ist ein technisches Element. Dabei kann der Begriff sowohl in der Nachrichtentechnik als auch in der Antriebstechnik auftauchen und verschiedene Bedeutungen haben.

## Kodierer in der Nachrichtentechnik

Gesicherte Signalübertragung mit Kodierung und Dekodierung

Man versteht in der Nachrichtentechnik unter einem Kodierer (englisch Encoder) in der Regel den ersten Umsetzer, Konverter oder Wandler für digitale oder analoge Signale. Er bildet mit möglichen weiteren Umsetzern bzw. einer Dekodiereinheit, auch Dekodierer (englisch Decoder) genannt, eine logische Einheit bzw. eine Funktionskette.

## Kodierer in der digitalen Nachrichtentechnik
Ein Kodierer ist ein System, das eine Datenquelle (zum Beispiel ein digitales Audiosignal, ein Dateiformat, ein Computerbild, ein gegen Fehler empfindliches Datensignal) in ein für einen bestimmten Kanal geeignetes Format umwandeln soll.
Ein Kodierer arbeitet nach einer fest vorgegebenen Kodiervorschrift, damit der Dekodierer auf der Empfängerseite das Signal wieder in das ursprüngliche Format zurückkonvertieren kann.
Zu einem Kodierer gehört also immer ein „entgegengesetzt“ arbeitender Dekodierer. Eine Einheit aus Kodierer und Dekodierer wird Codec genannt.
Es gibt viele Gründe für die Kodierung einer Datenquelle:
- Komprimieren von Audio- oder Videodaten für eine schnelle Übertragbarkeit über „langsame“ Datenkanäle (viele Daten in kurzer Zeit)
- Komprimieren von Audio- oder Videodaten, um bei gegebener Übertragungsgeschwindigkeit oder gegebenem Speicherplatz eine höhere Bild- oder Tonqualität zu erzielen.
- Daten werden mit Fehlerschutz kodiert, damit Störungen, die auf dem Übertragungskanal auftreten und die Daten stören würden, beim Empfänger korrigiert werden können (Forward Error Correction). Dazu werden den ursprünglichen Daten von einem Kodierer zusätzliche Informationen beigefügt, die dem Dekodierer erlauben, Daten und Fehler voneinander zu trennen.

## Kodierer in der analogen Nachrichtentechnik
Vor der Rundfunkübertragung werden Stereo-Tonsignale im Sender kodiert und beim Empfang im Rundfunkempfänger durch den Stereodekodierer wieder zum zweikanaligen Stereosignal dekodiert.
Weitere Beispiele sind die analogen Verfahren zur Farbübertragung innerhalb eines schwarz-weißen Video-Frequenzbandes (NTSC, SECAM- und PAL), sowie das Mehrfrequenzwahlverfahren (MFV) zur Zahlenübermittlung über Telefonleitungen.
Mischformen sind die Pulsfrequenzmodulation, die eine zum analogen Signal proportionale Frequenz erzeugt, sowie die Pulsphasen- und Pulsdauermodulation.

## Kodierer für mechanische Bewegungen

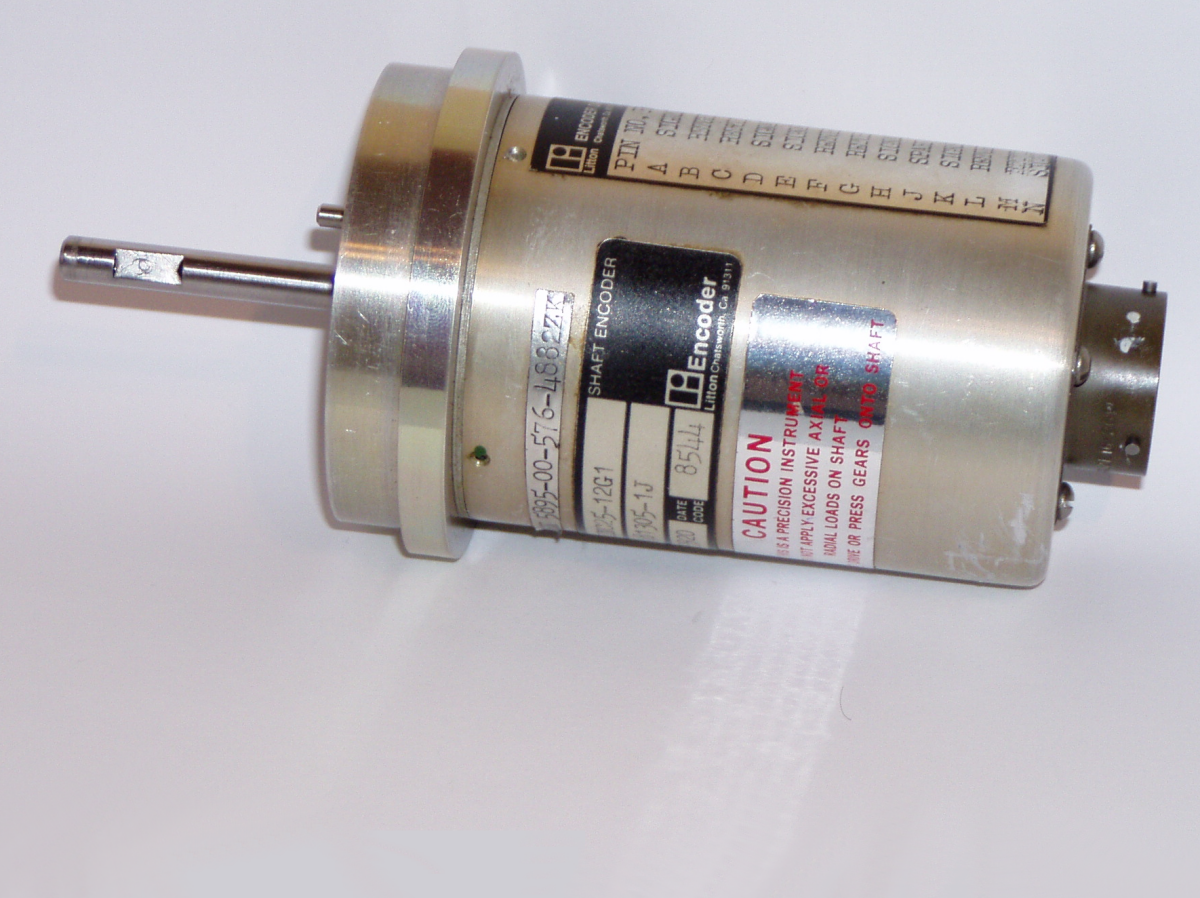
Kodierer eines älteren Flugsicherungsradars zur Drehwinkelübertragung (siehe ACP)

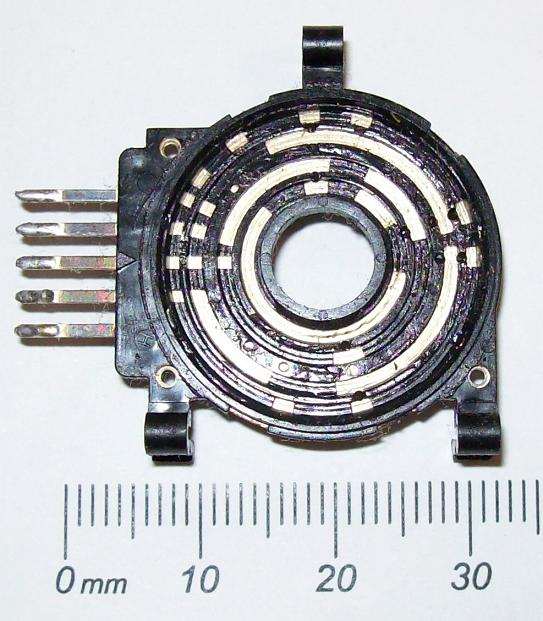
Kodierer (geöffnet) mit Schleifkontakten

Kodierer zur Signalbildung aus Bewegungen arbeiten optisch, magnetisch oder mechanisch mit Kontakten. Es sind Messwertgeber oder Eingabegeräte, welche die aktuelle Position einer Welle oder einer Antriebseinheit erkennen und als elektrisches Signal ausgeben. Es werden zwei Arten von Kodierern unterschieden: Rotatorische und lineare Kodierer. Rotatorische Geber bzw. Drehgeber werden an rotierenden Bauteilen montiert, zum Beispiel auf einer Motorwelle. Lineare Kodierer werden typischerweise an Bauteile mit geraden Bewegungen montiert.
Kodierer besitzen inkrementale, zu zählende oder aber absolute Maßverkörperungen als Strichmuster (Lichtschranke), Magnetisierung oder Kontakte. Im Falle einer Dauermagnetisierung kann die Magnetfeldmodulation mittels AMR-, GMR-, Hall-Sensoren oder induktiven Sensoren ausgewertet werden. Für inkrementale induktive Sensoren reicht oft auch eine nichtmagnetische Zahnung.
Absolut messende Kodierer arbeiten auf der Grundlage von Maßverkörperungen, die jeder Position ein eindeutiges Signalmuster zuordnen (siehe Absolutwertgeber).
Nicht absolut messende Kodierer bezeichnet man als Inkrementalgeber. Sie werden auf Motorwellen, aber auch als Eingabegerät an digital arbeitenden Geräten verwendet, um Parameter (zum Beispiel die Lautstärke) einzustellen oder von Hand Motorbewegungen zu steuern (zum Beispiel an CNC-Steuerungen).
Mit Hilfe des Ausgangssignals eines Kodierers kann eine damit ausgerüstete Antriebseinheit reproduzierbare Bewegungen ausführen und – im Falle eines Absolutwertgebers – auch nach Abschaltung der Maschine wieder genau in die Ausgangsposition (Referenzposition) fahren. Inkrementalgeber benötigen zum Aufsuchen der Referenzposition einen zusätzlichen Geber, zum Beispiel einen Endschalter. Ein Beispiel für einen linearen Inkrementalgeber ist die optisch arbeitende Abtastung eines auf einem Streifen aufgebrachten Strichmusters in einem Drucker, die es dem Druckwagen gestattet, eine definierte Bewegung entlang der Zeile auszuführen.

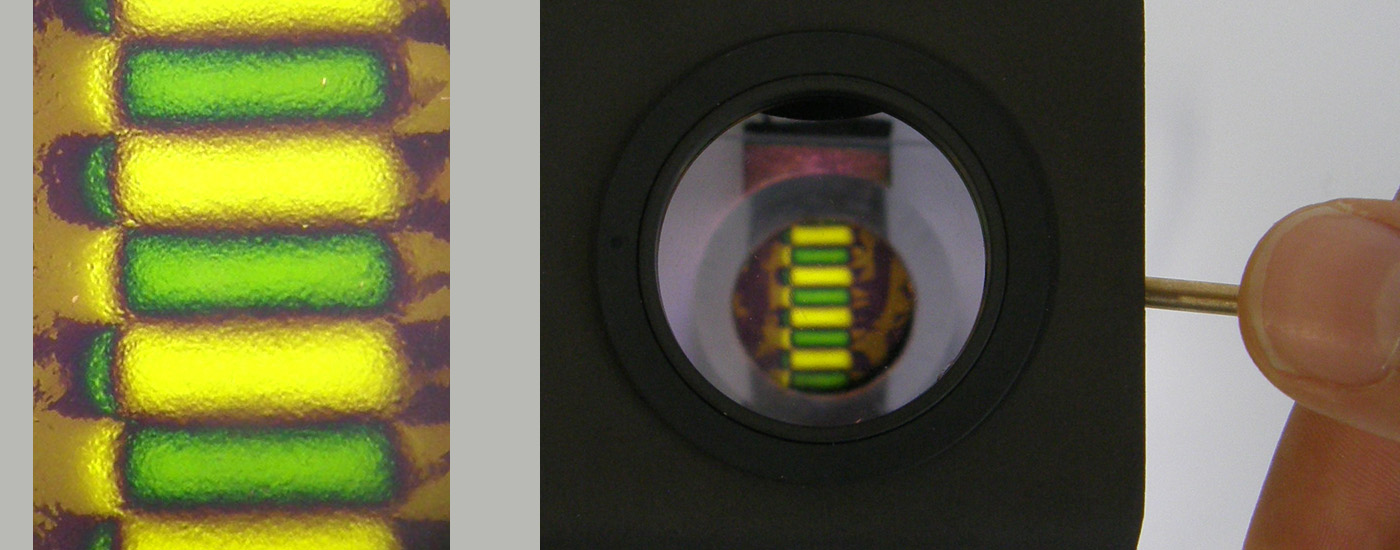
Visualisierung der magnetischen Struktur eines magnetischen Linearencoders (Aufnahme mit MagView).